# Vlada Tjigirjova
Vlada Aleksandrovna Tjigirjova (ryska: Влада Александровна Чигирёва), född 18 december 1994, är en rysk konstsimmare.

## Karriär
Tjigirjova ingick i det ryska lag som vann guld i lagtävlingen vid olympiska sommarspelen 2016. I augusti 2021 vid OS i Tokyo tog hon återigen guld i lagtävlingen i konstsim tävlande för ryska olympiska kommitténs lag.